# Мареза
Мареза је ријека у Црној Гори. Извире из истоименог врела око 3 km сјеверозападно од подгоричке четврти Толоши. Одатле тече на југ и улива се у Морачу јужно од Подгорице.